# Dichromorpha australis
Dichromorpha australis är en insektsart som beskrevs av Bruner, L. 1900. Dichromorpha australis ingår i släktet Dichromorpha och familjen gräshoppor. Inga underarter finns listade i Catalogue of Life.